# SPRTN
SPRTN‏ (SprT-like N-terminal domain) هوَ بروتين يُشَفر بواسطة جين SPRTN في الإنسان.